# Whiteberry
Whiteberry (ホワイトベリー) foi uma banda de pop/rock da cidade de Kitami, Hokkaidō, Japão, compostas somente por garotas. Iniciaram suas atividades em 1994, passados alguns anos passaram a trabalhar com a gravadora Sony Music Japan. São conhecidas pela sua versão da canção "Natsu Matsuri" (夏祭り) ao qual alcançou uma ótima posição no ranking da Oricon, ficando em terceiro lugar. Outra canção de expressão é a "Mezase Pokemon Masutā" (めざせポケモンマスター) que foi utilizada como abertura do anime Pokémon. Após 10 anos de atividades a banda terminou em 2004.
A discografia consiste por dois álbuns de estúdio, onze singles, um EP e duas coletâneas, além de 4 obras videográficas, suas músicas foram utilizadas em aberturas e encerramento de animes, séries, jogos, programas televisivos e em várias obras discográficas.

## História

### 1994–1999: Formação e primeiros anos
A banda foi formada em 1994 pelas integrantes  Yuki Maeda (前田由紀) como vocalista, Aya Inatsuki (稲月彩) como guitarrista, Yukari Hasegawa (長谷川ゆかり) como baixista, Mizusawa Rimi (水沢里美) como tecladista, e Erika Kawamura (川村絵里加) como baterista sendo que as quais são todas amigas de infância e estavam na escola elementar, enquanto Maeda e Kawamura são primas. No começo a banda chamava-se Strawberry Kids logo a banda mudou seu nome para Whiteberry. Alguns anos e uma sequência de performances locais mais tarde, o grupo chegou ao conhecimento dos membros da popular banda de rock japonês Judy and Mary e foi oferecida uma gravação para trabalhar com a gravadora Sony Music Japan, em 1999.

### 1999–2003: Lançamentos
O grupo gravou e lançou seu primeiro EP, "After School", sendo que a canção "Tsuugaku Ro" foi utilizada no encerramento do anime Kyoro-Chan. O primeiro single, "YUKI", foi lançado em 8 de dezembro de 1999 e alcançou a trigésima segunda posição no ranking semanal da Oricon. A canção YUKI, do mesmo single, foi utilizada como tema de encerramento do programa Mecha-Mecha Iketeru!, que é uma atração da Fuji Television.
No ano 2000 foi lançado o single "Ｗｈｉｔｅｂｅｒｒｙの小さな大冒険", em 19 de abril, que alcançou a posição de número trinta e três,, no mesmo ano a canção "Ｗｈｉｔｅｂｅｒｒｙの小さな大冒険" foi utilizada como tema de encerramento do programa Count Down TV do canal Tokyo Broadcasting System. O single "Natsu Matsuri" em 9 de agosto, que alcançou a terceira posição no ranking semanal da Oricon, o hit "Natsu Matsuri” foi baseado no homônimo da banda Jitterin 'Jinn. O grupo lançou o seu álbum debut, "Hatsu", lançado em 6 de setembro e alcançou a terceira posição no ranking da Oricon.
O single “Akubi” foi lançado em 8 de novembro de 2000, alcançando a vigésima nona posição no ranking da Oricon. O single "Sakura Nakimichi", foi lançado em 11 de abril de 2001 e alcançou a décima sexta posição no ranking semanal da Oricon, a canção "Sakura Nakimichi" presente no single de mesmo nome, foi usada no comercial da marca de bebidas Mitsuya Cider, pertencente a empresa Asahi Soft Drinks. Após isso, foi lançado "Kakurenbo", em 18 de junho do mesmo ano cujo single estava vinculado ao lançamento da abertura do anime Pokémon, ao qual usou a canção "Mezase Pokemon Masutā" (めざせポケモンマスター),[carece de fontes?] o single alcançou a vigésima posição no ranking semanal da Oricon. Posteriormente no mesmo ano foi lançado "Tachiiri Kinshi", em 21 de novembro, que alcançou a quinquagésima nona posição no ranking da Oricon. No final do mesmo ano a banda participou da 51.ª edição da Kōhaku Uta Gassen, o evento é reconhecido como um dos shows musicais anuais mais importantes produzidos pela emissora NHK.
“Chameleon”, o segundo álbum da banda, foi o primeiro lançamento da banda no ano de 2002, lançado em 23 de janeiro, alcançou a quadragésima oitava posição no ranking da Oricon. Após uma pequena turnê para a promover o álbum, o grupo começou a concluir o último ano de colégio, entretanto, lançaram uma trilogia de três singles no final de 2002. O primeiro deles, "Jitensha Dorobou", lançado em, 26 de setembro, alcançando a posição de número setenta e seis, foi acompanhado de um vídeo completamente animado. Em 23 de outubro, Whiteberry lançou o single, "Be Happy", que contém a faixa "Umarekawatte mo atashi de itai" (生まれ変わってもアタシでいたい) que foi usado como tema de encerramento do dorama, Dotchi Dotchi! (どっちがどっち!), da NHK, ao qual alcançou a posição de número noventa e um da Oricon. "Koe ga nakunaru made", lançado em 27 de novembro e alcançou a posição de número noventa e oito, a mais baixa entre os singles lançados por Whiteberry.

### 2003–2004: Anos finais
Whiteberry passou a maior parte de 2003 fora da estrada e fora do estúdio, em compensação a sua educação levou a melhor, e a canção "Shinjiru Chikara" foi usada como tema de encerramento da série de TV Superior Defender Gundam Force. A canção foi lançada como um single em fevereiro de 2004, e que alcançou a posição de número cinquenta e dois, o A-side, "Shinjiru Chikara", caracteriza-se pelas letras escritas pelas cinco integrantes do grupo, todas declarando o quanto elas se perderam mutuamente após a formatura dos membros da banda no colégio, e a decisão do alguns delas em frequentar a faculdade. Uma semana após o lançamento, a banda anunciou sua dissolução amigável, citando compromissos de Aya, Yukari, Rimi e Erika com a faculdade após dez anos de carreira. O show de despedida do grupo ocorreu em Hokkaidō, sua terra natal, em março de 2004. Uma coletânea, "Kiseki ～the best of Whiteberry～", foi lançado em 28 de abril de 2004, alcançando a posição de número oitenta no ranking semanal da Oricon e um DVD, “Videoberry Final", foi lançado em 23 de junho de 2004.

### Após o fim
Yuki Maeda e Yukari Hasegawa re-emergiram em 2006 com um novo grupo de quatro pessoas, uma banda pop/punk, denominada yukki, o quarteto lançou um EP com cinco músicas, Sotsugyou (卒業), em maio de 2006, no selo independente japonês Deadgirls. Ainda em 2006 Yuki Maeda foi escalada para cantar a música Losing Grip de Avril Lavigne no Japanese Tribute to Avril Lavigne: Master's Collection, no qual vários artitas japoneses fizeram um álbum com músicas de Avril. Em dezembro de 2007 Yuki saiu da banda "yukki". Em abril de 2008 ela formou uma nova banda, "THE HUSKY". Em 27 de agosto de 2008 a Sony lançou um álbum denominado "GOLDEN☆BEST Whiteberry". Em 2016, a versão de Whiteberry para o single "Natsu Matsuri" foi escolhida como 12.º tema de encerramento do anime ReLIFE.

## Discografia

### Singles
| - YUKI (8 de dezembro de 1999) - Whiteberry (の小さな大冒険), (19 de abril de 2000) - Natsu Matsuri (夏祭り), (9 de agosto de 2000) - Akubi (あくび), (8 de novembro de 2000) - Sakura Nakimichi (桜並木道), (11 de abril de 2001) - Kakurenbo (かくれんぼ), (18 de julho de 2001) - Tachiiri Kinshi (立入禁止), (21 de novembro de 2001) - Jitensha Dorobou (自転車泥棒), (26 de setembro de 2002) - BE HAPPY (23 de outubro de 2002) - Koe ga nakunaru made (声がなくなるまで), (27 de novembro de 2002) - Shinjiru Chikara (信じる力) (11 de fevereiro de 2004) | - After school (4 de agosto de 1999) - Hatsu (9 de setembro de 2000) - Chameleon (23 de janeiro de 2002) - KISEKI ~ the best of Whiteberry (28 de abril de 2004) - GOLDEN-BEST Whiteberry (27 de agosto de 2008) |

## Videografia
Videoberry 1 (14 de junho de 2000)
| Lista de faixas |                                    |         |  |
| N.º             | Título                             | Duração |  |
| 1.              | "Tsuugakuro"                       |         |  |
| 2.              | "YUKI"                             |         |  |
| 3.              | "Whiteberry no chiisana daibouken" |         |  |

Videoberry 2 (20 de dezembro de 2000)
| Lista de faixas |                 |         |  |
| N.º             | Título          | Duração |  |
| 1.              | "Natsu Matsuri" |         |  |
| 2.              | "Akubi"         |         |  |
| 3.              | "Negai hoshi"   |         |  |

Videoberry 3 (20 de março de 2002)
| Lista de faixas |                      |         |  |
| N.º             | Título               | Duração |  |
| 1.              | "Sakura namikimichi" |         |  |
| 2.              | "Kakurenbo"          |         |  |
| 3.              | "Taiiri kinshi"      |         |  |

Videoberry Final (23 de junho de 2004)
| Lista de faixas |                                    |         |  |
| N.º             | Título                             | Duração |  |
| 1.              | "Tsuugakuro"                       |         |  |
| 2.              | "YUKI"                             |         |  |
| 3.              | "Whiteberry no chiisana daibouken" |         |  |
| 4.              | "Natsu Matsuri"                    |         |  |
| 5.              | "Akubi"                            |         |  |
| 6.              | "Sakura namikimichi"               |         |  |
| 7.              | "Kakurenbo"                        |         |  |
| 8.              | "Taiiri kinshi"                    |         |  |
| 9.              | "Jitensha dorobou"                 |         |  |
| 10.             | "Shinjiru chikara"                 |         |  |
| 11.             | "Haru no koi no uta"               |         |  |